# 尾叶马蓝
尾叶马蓝（学名：Pteracanthus urophyllus）为爵床科马蓝属下的一个种。

## 扩展阅读
- 維基物種上的相關：尾叶马蓝